# بروكسايد (مسلسل)
بروكسايد (بالإنجليزية: Brookside)‏ هو مسلسل دراما تم إنتاجه في المملكة المتحدة. بدأ عرضه في سنة 1982 على القناة الرابعة البريطانية. بلغ عدد حلقاته 2915 حلقة، تم بث المسلسل لأول مرة بتاريخ 2 نوفمبر 1982 بينما تم بث آخر حلقة منه بتاريخ 4 نوفمبر 2003. من بطولة آنا فرايل وجينيفر إيليسون. تقع أحداث المسلسل في ليفربول.

## وصلات خارجية
- بروكسايد على موقع IMDb (الإنجليزية)
- بروكسايد على موقع ميتاكريتيك (الإنجليزية)
- بروكسايد على موقع روتن توميتوز (الإنجليزية)
- بروكسايد على موقع كينوبويسك (الروسية)
- بروكسايد على موقع ألو سيني (الفرنسية)
- بروكسايد على موقع قاعدة بيانات الفيلم (الإنجليزية)